# Growing Up Live
Albums de Peter Gabriel
Up
(2002) Big Blue Ball
(2008)
Growing Up Live est un DVD en concert de Peter Gabriel, réalisé par Hamish Hamilton (en) et sorti en 2003. Il a été enregistré à l'occasion de la tournée Growing Up de Peter Gabriel en mai 2003 en Italie au Fila Forum di Assago de Milan; le spectacle a été conçu avec Robert Lepage.
Les chanteurs du groupe The Blind Boys of Alabama font une apparition sur la chanson Sky Blue et Melanie Gabriel, la fille de Peter Gabriel, assure les chœurs de la plupart des chansons.
La version audio est sortie en digital seulement le 8 février 2019.

## Liste des pistes
1. Here Comes the Flood – 8:37
2. Darkness – 8:39
3. Red Rain – 6:14
4. Secret World – 9:06
5. Sky Blue – 7:47
6. Downside Up – 7:36
7. The Barry Williams Show – 9:19
8. More Than This – 6:09
9. Mercy Street – 7:39
10. Digging in the Dirt – 7:36
11. Growing Up – 6:14
12. Animal Nation – 8:12
13. Solsbury Hill – 4:45
14. Sledgehammer – 4:59
15. Signal To Noise – 9:39
16. In Your Eyes – 11:34
17. Father, Son – 6:15

## Musiciens
- Peter Gabriel - chant, claviers
- David Rhodes – guitares, chœurs
- Richard Evans – guitares, mandoline, chœurs
- Tony Levin – basse, chœurs
- Ged Lynch (en) – batterie, percussions
- Rachel Z – claviers, chœurs
- Melanie Gabriel – chant

Invités
- The Blind Boys of Alabama – chœurs sur Sky Blue.
- Sevara Nazarkhan – chœurs supplémentaires sur In your Eyes.
- Toir Kuziyev - doutar (oud au long cou) sur "In Your Eyes".